# Hypnomonadaceae
Hypnomonadaceae, malena porodica zelenih algi u redu Chlamydomonadales. Postoji svega tri u tri različita roda

## Rodovi
1. Hypnomonas Korshikov
2. Kremastochloris Pascher
3. Nautococcopsis Geitler

## Vanjske poveznice
|  | Wikivrste imaju podatke o taksonu Hypnomonadaceae |